# منى كايزر
ماريا كورنيليا جيزينا «منى» كايزر (بالهولندية: Maria Cornelia Gezina "Mona" Keijzer) هي سياسية هولندية من حزب النداء الديمقراطي المسيحي ولدت في يوم 5 أكتوبر 1968 في بلدة إيدام في هولندا. أكملت دراسة القانون في جامعة أمستردام. أصبحت عضوة في مجلس النواب الهولندي من سنة 2012 وحتى سنة 2017 . في سنة 2017 اختارها رئيس الوزراء مارك روته كوزيرة للشؤون الإقتصادية وسياسة المناخ.